# Iskra (kolejnictwo)
Iskra – polski prototypowy komputerowy system sterowania ruchem kolejowym, wyprodukowany przez firmę Elester–PKP.
System został dopuszczony do eksploatacji pod koniec roku 2015. Od tamtego czasu pracuje na następujących punktach sieci polskich linii kolejowych:
- Linia kolejowa nr 16 w LCS Zgierz (obejmuje on stacje: Zgierz Północ, Zgierz Kontrewers, Chociszew, Ozorków, Łęczyca) oraz stacja Witonia.
- Linia kolejowa nr 68 w LCS Niedrzwica i obejmuje także stacje Lublin Zemborzyce i Wilkołaz.

System przeznaczony jest do zastosowania na dowolnych krajowych posterunkach ruchu, stacjach i liniach kolejowych, z wyjątkiem magistralnych. Oprócz prowadzenia normalnego ruchu kolejowego obsługiwane są także takie nietypowe sytuacje jak jazdy manewrowe, jazdy na sygnał zastępczy. Przewidywany jest dalszy rozwój systemu.
Komputerowy system starowani ruchem kolejowym Iskra podczas 12 edycji Międzynarodowych Targów Kolejowych Trako otrzymał wyróżnienia w Konkursie im. inż. Józefa Nowkuńskiego w kategorii „Innowacje w dziedzinie infrastruktura”. 